# 森下孝
森下 孝（もりした こう、1914年（大正3年）6月9日 - 1999年（平成11年）12月28日）は、昭和期の実業家、政治家。衆議院議員。

## 経歴
栃木県出身。染色業・森下房次郎、えい の六男として生まれる。1929年（昭和4年）足利柳原尋常高等小学校高等科を卒業し、家業に従事。
森房繊維科学研究所に勤務し、1931年（昭和6年）に独立して織物商を開業。1938年（昭和13年）召集され宇都宮師団に入隊し、越後高田の独立第3砲兵団に転属し日中戦争に出征。南昌作戦などに参戦。1940年（昭和15年）戦傷と栄養失調で内地に送還され宇都宮陸軍病院に入院。1941年（昭和16年）宇都宮陸軍病院を退院して召集解除となり、同年、栃木県絞染商事専務取締役に就任。1942年（昭和17年）三国兵器 (株) を設立し社長に就任して木製飛行機製造を準備。同年、再度召集されたが病気が再発して陸軍病院退院後に召集解除。同年、木製飛行機の製造を開始し工場を拡張したが、終戦により工場を閉鎖した。
1946年（昭和21年）個人商店・三国商会を立上げ織物業を開業。同年4月の第22回衆議院議員総選挙で栃木県全県区から無所属で出馬して落選。1947年（昭和22年）織物問屋・三国物産を設立し社長に就任。同年、日本自由党足利支部が結成され支部長となる。同年4月の第23回総選挙で栃木県第2区に日本自由党所属で出馬したが次点で落選。1949年（昭和24年）1月の第24回総選挙に民主自由党公認で出馬して当選し、衆議院議員に1期在任した。
1950年（昭和25年）三国物産を解散し、1953年（昭和28年）森下事務所を開設して建設業の準備を開始。その後、分譲住宅業を始め、1959年（昭和34年）モリシタ産業を設立して取締役社長に就任。その後、観光部を設置し、伊豆下田の下田城、東松山湖フィッシングセンター、伊豆・大滝ランドを開設した。1974年（昭和49年）モリシタ産業会長に就任した。
その他、日本郷友連盟渋谷郷友会会長、自由民主党同志会常任理事などを務めた。

## 伝記
- サンケイ新聞編『死んでたまるか!! : 不況を知らない、不況に強い森下商法のヒミツのすべて!!』サンケイ新聞社、1978年。